# Daniela Dessì
Daniela Dessì (Genua, 14 mei 1957 – Brescia, 20 augustus 2016) was een Italiaanse operazangeres.
Daniela Dessì voltooide haar studie aan het Conservatorium van Parma en de Accademia Chigiana van Siena, Italië. Na het winnen van de eerste prijs aan de Internationale Competitie georganiseerd door het Italiaanse RAI in 1980 debuteerde zij met de komische opera La serva padrona van Pergolesi. Haar internationale carrière bracht haar naar een verscheidenheid van operahuizen, waar ze zong onder de leiding van dirigenten als Riccardo Muti, Claudio Abbado en James Levine van de Metropolitan Opera.
Haar seizoen 2008–2009 begon met Tosca in Florence, waar zij een encore van "Vissi d'arte" gaf, de eerste encore in het Teatro Comunale di Firenze sinds Renata Tebaldi's "Amami Alfredo" in 1956. Later trad ze op aan het Teatro Verdi in Triëst, en voerde ook Adriana Lecouvreur in Palermo en Puccini's La Fanciulla del West in Sevilla op, alsmede Manon Lescaut in Warschau, Madama Butterfly in Hannover en Aida in Verona en Cagliari. Zij sloot het seizoen in Barcelona met Turandot. In januari 2009 opende zij het recitalseizoen aan de La Scala.
Dessì overleed aan darmkanker.

## Repertoire
Giuseppe Verdi
- Ernani, Elvira
- Luisa Miller, Luisa
- Rigoletto, Gilda
- Il trovatore, Leonora
- La traviata, Violetta
- Les vêpres siciliennes, Elena
- Simon Boccanegra, Amelia
- Un ballo in maschera, Amelia
- La forza del destino, Leonora
- Don Carlos, Elisabetta
- Aida, Aida
- Otello, Desdemona
- Falstaff, Alice

Giacomo Puccini
- Manon Lescaut, Manon
- La bohème, Mimì
- Tosca, Tosca
- Madama Butterfly, Cio-Cio-San
- La Fanciulla del West, Minnie
- Il tabarro, Giorgetta
- Suor Angelica, Angelica
- Gianni Schicchi, Lauretta
- Turandot, Liù

Vincenzo Bellini
- Norma, Norma

Gaetano Donizetti
- Maria Stuarda, Maria
- Lucrezia Borgia, Lucrezia
- Alina, regina di Golconda, Alina
- Le convenienze ed inconvenienze teatrali, Corilla

Gioachino Rossini
- Ciro in Babilonia, Amira
- Il signor Bruschino, Sofia
- La pietra del paragone, Aspasia
- Elisabetta, regina d'Inghilterra, Matilde
- Mosè in Egitto, Amaltea
- Guglielmo Tell, Matilde

Wolfgang Amadeus Mozart
- Le nozze di Figaro, Contessa
- Così fan tutte, Fiordiligi

Pietro Mascagni
- Iris, Iris

Umberto Giordano
- Andrea Chénier, Maddalena
- Fedora, Fedora

Francesco Cilea
- Adriana Lecouvreur, Adriana

Ruggero Leoncavallo
- Pagliacci, Nedda

Christoph Willibald Gluck
- Iphigénie en Tauride, Iphigénie

Claudio Monteverdi
- L'incoronazione di Poppea, Poppea

Georg Friedrich Händel
- Giulio Cesare in Egitto, Sesto Pompeo

Arrigo Boito
- Mefistofele, Margherita

Giovanni Battista Pergolesi
- La serva padrona, Serpina
- Adriano in Siria, Sabina
- Flaminio, Flaminio

Domenico Cimarosa
- Gli Orazi e i Curiazi, Curiazio
- Le astuzie femminili, Bellina

Antonio Vivaldi
- Farnace, Selinda

## Discografie
- La Traviata. Orchestra del Teatro Regio di Parma, John Neschling, dirigent. SoloVoce
- Puccini Arias. Orchestra dell'Arena di Verona, Marco Boemi, dirigent. Decca
- Daniela Dessì sings Verdi. Orchestra della Fondazione Toscanini, Steven Mercurio, dirigent. Decca
- Umberto Giordano, Andrea Chénier. Fabio Armiliato, Guelfi, Rinaldi; Orchestra Sinfonica Verdi Milano, Vjekoslav Šutej, dirigent. Universal
- Love Duets. dirigent: Marco Boemi. Philips
- Giacomo Puccini, Madama Butterfly. Fabio Armiliato, Juan Pons, Plácido Domingo, dirigent. Dynamic
- Giacomo Puccini, Tosca. Fabio Armiliato, Raimondi. Opus Arte (BBC)
- Giuseppe Verdi, Aida. Fabio Armiliato, Fiorillo. Opus Arte (BBC)
- Giacomo Puccini, Manon Lescaut. Fabio Armiliato, Vanaud, Mercurio. Real Sound
- Enrico Toselli, Le Romanze Ritrovate. Fabio Armiliato, Leonardo Previero, piano. Real Sound
- Francesco Cilea, Adriana Lecouvreur. Olga Borodina, Larin, Guelfi; Rizzi-Brignoli. TDK
- Domenico Cimarosa, Gli Orazii e i Curiazii. Angeloni, Bolognesi, Alaimo; De Bernart, dirigent. Bongiovanni
- Antonio Vivaldi, Il Farnace. Dupuy, Angeloni, Malakova, Gamberucci; De Bernart, dirigent. Arkadia Fonit Cetra/Agora Musica
- Gioachino Rossini, Il barbiere di Siviglia. Raffanti, Depuy, Portella; Zedda, dirigent. Frequenz
- Gioachino Rossini, Ciro in Babilonia. Palacio, Calvi, Antonucci; Rizzi, dirigent. Bongiovanni

## Onderscheidingen
- Premio Flaviano Labó (2010)
- Premio Operaclick (2009)
- Premio Città di Varese (2009)
- Premio Myrta Gabardi (2009)
- Pentagramma d'Oro Comune di Marnate (2009)
- Premio Abbiati (2008)
- Regina della Lirica dalla Associazione Tiberini een San Lorenzo in Campo (2007)
- Premio Le Muse (2007)
- Premio Zenatello Arena di Verona
- Premio Giordano Comune di Baveno
- Premio Giacomo Puccini Torre del Lago
- Premio Cilea di Reggio Calabria
- Gigli d’Oro Comune di Recanati
- Premio Liguria Comune di Genova
- Premio E. Mazzoleni Palermo
- Mascagni d’Oro Bagnara di Romagna
- Premio Giuditta Pasta Saronno

- Bibsys: 3084625
- Biblioteca Nacional de España: XX5262587
- Bibliothèque nationale de France: cb13927593f (data)
- CiNii: DA04099972
- Gemeinsame Normdatei: 132574063
- International Standard Name Identifier: 0000 0001 1488 2102
- Library of Congress Control Number: n85377567
- MusicBrainz: 8db88a7e-4aae-4f95-a286-583cc36e68c0
- Nationale Bibliotheek van Tsjechië: xx0104366
- Nationale bibliotheek van Australië: 36010076
- Nationale Bibliotheek van Israël: 987007441993305171
- Nationale Bibliotheek van Polen: a0000002414743
- Réseau des bibliothèques de Suisse occidentale: 02-A003173188
- Istituto Centrale per il Catalogo Unico: MILV188948
- SNAC: w6p857xp
- Système universitaire de documentation: 156170221
- Trove: 580609
- Virtual International Authority File: 15935303
- WorldCat: E39PBJjxrpykVYjYrfwwRCjwG3